# Tokiko Shimizu
Tokiko Shimizu (清水 季子 Shimizu Tokiko?) es une banquera japonesa. En 2020, fue la primera mujer en ser nombrada a la cabeza del Banco de Japón.

## Biografía
Shimizu es titular de una licencia en ingeniería urbana de la Universidad de Tokio y de un máster en estudios políticos internacionales de la Universidad de Stanford.
Shimizu empezó a trabajar en el Banco de Japón en 1987, en el área de mercados financieros y operaciones en divisas. En 2010, fue nombrada directora de la sucursal de Takamatsu. Es la primera mujer que dirige una sucursal de este banco. De 2016 a 2018, fue directora general de la oficina europea del Banco de Japón, ubicado en Londres.
En mayo de 2020, fue nombrada por cuatro años directora general del banco, siendo la primera mujer en ocupar el puesto. Continuó igualmente en la dirección de la sucursal de Nagoya del banco, puesto que ocupa desde 2018.